# زاغة عل يكرم (مقاطعة غيلان غرب)
زاغه‌عل يكرم (بالفارسية: زاغه‌عل یکرم) هي قرية تقع في كرمانشاه في إيران. يقدر عدد سكانها بـ 92 نسمة .